# Qué pobres tan ricos
Qué pobres tan ricos – meksykańska telenowela z 2013 roku. Jest to remake kolumbijskiej telenoweli Pobres rico. Wyprodukowany przez Rosy Ocampo dla Televisa.
Telenowela jest emitowany w Meksyku przez Canal de las Estrellas od 21 października 2013 roku zastępując Libre para Amarte.

## Obsada
- Zuria Vega — María Guadalupe "Lupita" Menchaca Martínez
- Jaime Camil — Miguel Ángel Ruiz-Palacios Romagnoli
- Mark Tacher — Alejo Ruiz-Palacios Saravia
- Ingrid Martz — Minerva Fontanet Blanco
- Laura Ferretti — Valeria Malaye
- Agustín Arana — Saúl Ballesteros
- Manuel "Flaco" Ibáñez — Don Jesús "Chuy" Menchaca
- Arturo Peniche — Nepomuceno Escandiondas "Rey del Plátano"
- Sylvia Pasquel — Ana Sofía Romagnoli Vda de Ruiz-Palacios
- Raquel Pankowsky — Isela Blanco de Fontanet
- Tiaré Scanda — Vilma Terán Sade
- José Eduardo Derbez — Diego Armando Escandiondas
- Jonathan Becerra — José Tizoc Menchaca Martínez
- Diego de Erice — Leonardo Ruiz-Palacios Romaglia
- Natasha Dupeyrón — Frida Ruiz-Palacios Romaglia
- Gabriela Zamora — "La Güendy"
- Zaide Silvia Gutiérrez — Carmelita
- Leticia Perdigón — Refugio "Cuca" Mendoza
- Patricia Navidad — Hortensia
- Dalilah Polanco — Bárbara
- Queta Lavat — Matilde Alvarez Vda de Ruiz Palacios
- Jose Pablo Minor — Tato